# Pogoniulus scolopaceus
Pogoniulus scolopaceus là một loài chim trong họ Lybiidae.